# C15orf48
C15orf48 (англ. Chromosome 15 open reading frame 48) – білок, який кодується однойменним геном, розташованим у людей на 15-й хромосомі. Довжина поліпептидного ланцюга білка становить 83 амінокислот, а молекулярна маса — 9 617.
| 10         |  | 20         |  | 30         |  | 40         |  | 50         |
| ---------- |  | ---------- |  | ---------- |  | ---------- |  | ---------- |
| MSFFQLLMKR |  | KELIPLVVFM |  | TVAAGGASSF |  | AVYSLWKTDV |  | ILDRKKNPEP |
| WETVDPTVPQ |  | KLITINQQWK |  | PIEELQNVQR |  | VTK        |  |            |

A: Аланін

D: Аспарагінова кислота

E: Глутамінова кислота

F: Фенілаланін

G: Гліцин

I: Ізолейцин

K: Лізин

L: Лейцин

M: Метіонін

N: Аспарагін

P: Пролін

Q: Глутамін

R: Аргінін

S: Серин

T: Треонін

V: Валін

W: Триптофан

Локалізований у ядрі.